# فرانسيسكو غيرا
فرانسيسكو غيرا (بالإيطالية: Francesco Guerra) هو فيزيائي إيطالي، ولد في 10 نوفمبر 1942 في نابولي في إيطاليا.

## وصلات خارجية
- فرانسيسكو غيرا على موقع IMDb (الإنجليزية)
- فرانسيسكو غيرا على موقع قاعدة بيانات الفيلم (الإنجليزية)